# Stamford Hill
Stamford Hill est un quartier de Londres comprenant quatre wards dans le district de Hackney (Cazenove, Lordship, New River et Springfield) et un ward dans le district de Haringey (Seven Sisters). Stamford Hill est bordé par Stoke Newington (au sud) et Tottenham (au nord). 
Stamford Hill est composé des wards suivants :
| Ward          | Population (2011) |
| ------------- | ----------------- |
| Cazenove      | 13 392            |
| Lordship      | 12 280            |
| New River     | 12 551            |
| Seven Sisters | 15 968            |
| Springfield   | 12 378            |
| Total         | 66 569            |

Le quartier contient une grande communauté de juifs hassidiques et orthodoxes, environ 15 000 personnes. La population s'accroît rapidement en raison d'une natalité élevée.
Cette population donne à Stamford Hill un air distinctif : les hassidim et haredim s'habillent en vêtements sombres, avec les cheveux et tsitsits distinctifs, et il y a plusieurs magasins cachers. Néanmoins, le quartier reste très multiculturel (comme le reste de Hackney).